# Орхан Кемал
Орхан Кемал (15. септембар 1914, Џејхан, Адана – 2. јун 1970, Софија, Бугарска) је псеудоним Турског романописца Мехмета Решита Огутћуа (Mehmet Raşit Öğütçü). Он је познат по својим реалистичним романима, који описују животе сиромашних у Турској.

## Биографија
Орхан Кемал је рођен у Адани, Џејхану, 15 септембра 1914. године. Био је син Абдулкадир Кемал-бега, који је био члан парламента и министар, и Азим-хануме, која је била интелектуални матурант средње школе.
Његов отац је морао да напусти Турску због Сирије, јер се сумњало да је његова странка умешана у револт који се догодио, где је Кемал остао са њим годину дана пре него што се вратио у Адану 1932. године. Кемал је радио као радник у ткању и службеник у производњи памука.
У току обављања своје војне службе 1938. његова политичка мишљења довела су га до тога да је осуђен на 5 година затвора. Оптужбе су укључивале и читање радова Максима Горког и Назима Хикмета, као и пропаганду страних режима и позивање на револт. Док је био у затвору у Бурси, делио је ћелију са Хикметом који је био главни утицај на његову књижевност. Он је писао песме, док није упознао Хикмета. Уз његова охрабривања пребацио се на писање прича. Након што је пуштен из затвора 1943. вратио се у Адану, где је радио као радник и почео да објављује своје списе. Иако је почео као писац поезије, веома брзо је почео да објављује приче, од 1943. под псеудонимом Орхан Кемал.
Услед рођења његовог трећег детета (од четворо), Кемал се са породицом преселио у Истанбул 1951. где је поново радио као радник, а од 1951. као службеник у Фондацији за туберкулозу, живећи са мало новца и уз константно писање.
Поново је ухапшен 1966. због формирања ћелије комунистичке пропаганде, али је након два месеца пуштен након што оптужбе нису биле веродостојне.
Орхан Кемал је умро 2. Јуна 1970. године у болници у Софији због интракранијалног крварења, док је боравио у Бугарској престоници по позиву бугарске писачке уније 1970. Сахрањен је на гробљу Зинђирликују (Zincirlikuyu)  у Истанбулу.

## Посао
Приче и романи Орхана Кемала генерално описују животе људи радника, који желе да задрже своје достојанство у условима сиромаштва.
Његова прва песма је објављена у „Yedigün” , под именом Рашит Кемал  (Duvarlar 25.04.1939). Следеће песме издате под истим именом су „Yedigün“ и „Yeni Mecmua“ 1940. Када је срео Назима Хикмета, Кемал је испод написао име Орхан Решит. Импресиониран Назимом Хикметом, Кемал се окренуо причама уместо писању песама.
Његова прва прича „Bir Yılbaşı Macerası“ је објављена 1941.
1942. је присвојио име Орхан Кемал док је писао своје приче и песме у Yürüyüş-у. Славу је добио кроз приче у „Варлику“ 1944.
Његова прва збирка кратких песама „Ekmek Kavgası“ и први роман „Baba Evi“ објављени су 1949.
Његови први радови приказивали су приче из имигрантских делова у Адани, где је Кемал описао друштвену структуру, односе запослених радника као и свакодневне борбе ситничавих људи из индустријализованог Истанбула.  Желео је да прикаже оптимистичан поглед кроз хероје из својих прича. Није никада мењао своја једноставна излагања, те је тако постао једно од највештијих имена турских прича и романа. Такође је написао сценарије за филмове и представе од којих су неки  „İspinozlar“ и „Kardeş Payı“. Такође су извршене драматизације његових романа и прича као што су: „ Murtaza, Eskici Dükkanı“.
Његова представа о животу у затвору у 1940-има „72. Koğuş“ (ћелија 72), је снимљена као филм два пута. Новији је из 2011. у којем глуме познати глумци Хуља Авшар и Јавуз Бингол. Такође је написао причу „Hanımın Çiftliği“ која је заузела водећи успех у историји Турских серија.

## Занимљивости
Књижевни музеј Орхана Кемала и библиотека која је посвећена Кемалу и његовом раду, се налази у његовом стану у којем је живео у улици Акарсу, Џихангир, број 30 у Истанбулу. Након његове смрти основана је књижевна награда, која носи његово име „Награда Орхана Кемала“ која се додељује од 1972.
Стогодишњица његовог рођења је прослављена 2014. године.
Седмог јануара 2015. године, Културни центар Ћукурова у Адани, његовом родном граду, преименован је у Културни центар Орхан Кемал.